# Michael Berk
Michael Berk é um roteirista americano. Ele trabalhou com Douglas Schwartz como escritor na série de televisão Manimal. Berk escreveu os primeiros scripts da série Baywatch,[carece de fontes?] mas é mais conhecido como o criador, co-produtor e escritor da série de televisão The Wizard.

## Filmografia
| Ano         | Título                         |
| 1994        | Thunder in Paradise            |
| 1995        | Paraíso Perdido                |
| 1995 – 1997 | Baywatch Nights                |
| 1997        | Attack on Devil’s Island       |
| 1980        | The Wild and the Free          |
| 1986 – 1987 | The Wizard                     |
| 1991 – 2001 | Baywatch Hawaii                |
| 2011        | Soul Surfer - Coragem de Viver |